# کرچماره
کرچماره (به صربی: Krčmare) یک منطقهٔ مسکونی در صربستان است که در کورشوملیا واقع شده‌است. کرچماره ۱۵۰ نفر جمعیت دارد.